# فنیل‌فسفین
فنیل‌فسفین (به انگلیسی: Phenylphosphine) با فرمول شیمیایی C۶H۵PH۲ یک ترکیب شیمیایی است. که جرم مولی آن ۱۱۰٫۰۹ g/mol می‌باشد. شکل ظاهری این ترکیب، مایع بی‌رنگ است.